# Alexandra Bracken

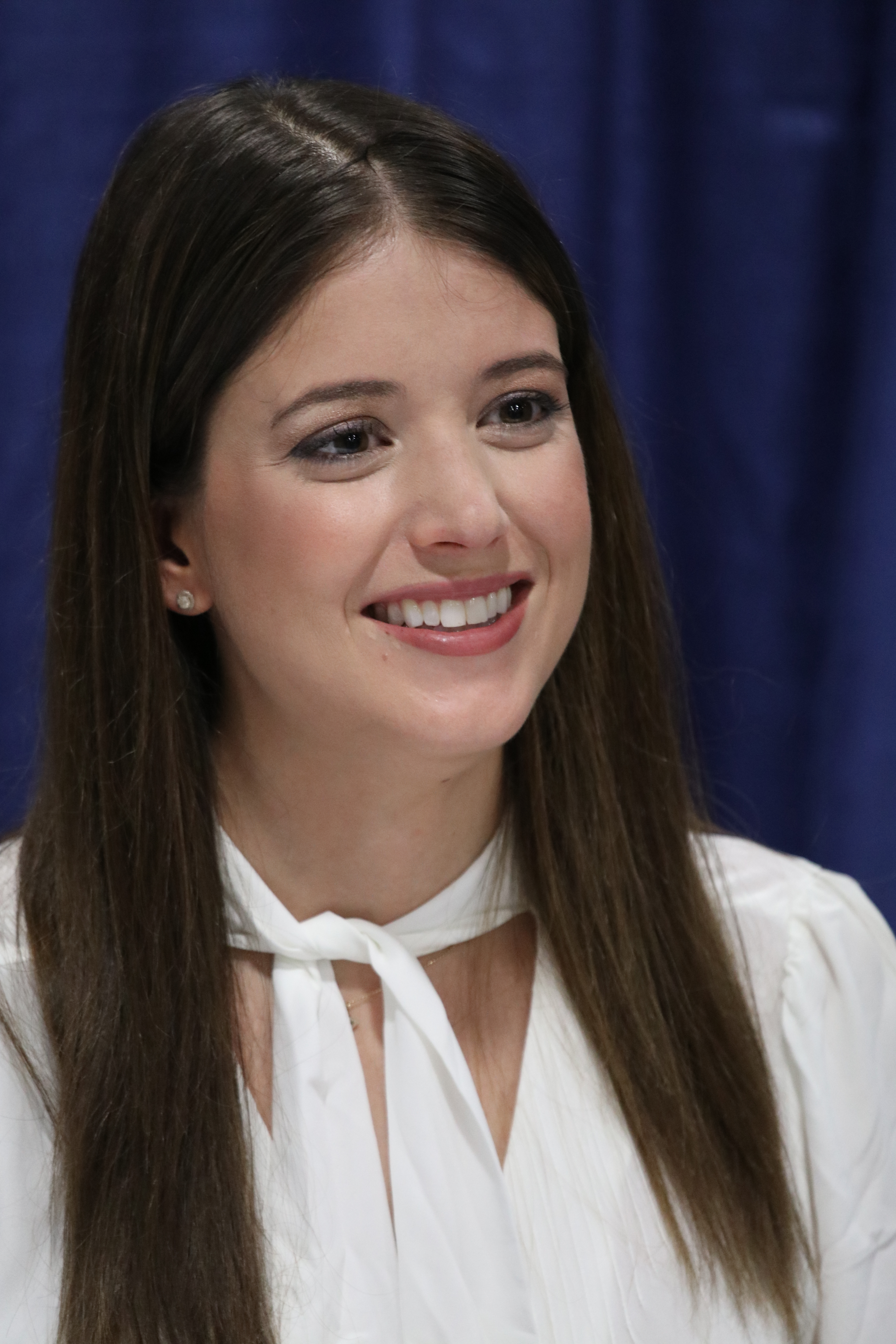
Alexandra Bracken (2018)

Alexandra Bracken (* 27. Februar 1987 in Phoenix, Arizona) ist eine US-amerikanische Schriftstellerin. Sie ist unter anderem durch ihre Romantrilogie The Darkest Minds bekannt, die im August 2018 unter dem Titel The Darkest Minds – Die Überlebenden verfilmt wurde.

## Biografie
Bracken wurde 1987 in Phoenix geboren. Als Tochter eines Star-Wars-Sammlers besuchte sie in ihrer Kindheit zahlreiche Star-Wars-Treffen und Spielzeugmessen. Nach dem Highschool-Abschluss besuchte sie das College of William & Mary in Virginia, wo sie Englisch und Geschichte studierte. Bracken schrieb ihren ersten unveröffentlichten Roman während ihres ersten Studienjahres am College und begann ihren Debütroman Brightly Woven als Geburtstagsgeschenk für eine Freundin während ihres zweiten Studienjahres, als sie neunzehn Jahre alt war. Ihr erstes veröffentlichtes Buch, Brightly Woven, verkaufte sie im letzten Semester ihres Studiums. Publishers Weekly’s Rezension über das Buch bezeichnete Bracken als „eine Debütautorin, die man im Auge behalten sollte“. Ihr Debüt belegte den dritten Platz bei den GoodReads Choice Awards 2010 für die beste Debütautorin.
Im Jahr 2012 veröffentlichte Disney Hyperion ihren Jugendthriller The Darkest Minds, das erste Buch der gleichnamigen Reihe. Schon bevor das Buch veröffentlicht wurde, waren die Filmrechte für die Serie wurden von 20th Century Fox erworben, Shawn Levy wurde unter seinem Label 21 Laps als Produzent auserwählt. Im Oktober 2013 erschien der zweite Teil der The Darkest Minds-Reihe, Never Fade. Im Oktober 2014 wurde der Abschluss der Serie, In the Afterlight, veröffentlicht.
Im November 2014 wurde bekannt gegeben, dass Bracken den Auftrag erhalten hat, Star Wars Episode IV A New Hope: The Princess, the Scoundrel, and the Farmboy zu schreiben, einen Buchableger des Films Star Wars Episode IV: A New Hope. Bracken ersetzte Raquel J. Palacio, die für diese Romanverfilmung vorgesehen war, aber aufgrund eines Terminkonflikts absagen musste.
Im Januar 2016 wurde Brackens Buch Passenger veröffentlicht. Ein Jahr später wurde dessen Fortsetzung Wayfarer veröffentlicht, welches bei seinem Debüt Platz 1 der New-York-Times-Bestsellerliste erreichte.
2018 folgte der vierte Teil der The Darkest Minds-Serie, The Darkest Legacy, als eigenständige Geschichte. 2021 erschien ihr Fantasy-Roman Lore. Im selben Jahr erschien ihr Debütroman Brightly Woven in Form eines Graphic Novels, da der ehemalige Verlag Hyperion Books von Hachette Books aufgekauft wurde und ihr Buch nicht mehr gedruckt wurde. 
Sie lebt mit ihrem Hund in Phoenix, Arizona.

## Bibliografie

### Romane für junge Erwachsene
- Brightly Woven (2010, ISBN 978-1-60684-038-2)
- The Darkest Minds-Serie:
  1. The Darkest Minds (2012)
  2. Never Fade (2013)
  3. In The Afterlight (2014)
  4. The Darkest Legacy (2018)

  - Novellen:
1. In Time (2013)
2. Sparks Rise (2014)
3. Beyond the Night (2015)
  - Kurzgeschichten:
    - Liam's Story (2016)
    - Vida's Story (2016)
    - "lancy's Story (2016)
- Passenger-Serie:
  1. Passenger (2016, ISBN 978-1-78654-000-3)
  2. Wayfarer (2017, ISBN 978-148471576-5)

- Lore (2021)
- Brightly Woven (Graphic Novel, 2021)

Das erste Buch der „The Darkest Minds“-Reihe wurde unter dem gleichen Namen verfilmt.

### Romane für Erwachsene
- The Star Wars Illustrated Edition Trilogy Serie:
1. Episode IV A New Hope: The Princess, the Scoundrel, and the Farmboy (22. September 2015)
- The Dreadful Tale of Prosper Redding Serie:
  1. The Dreadful Tale of Prosper Redding (5. September 2017)
  2. The Last Life of Prince Alastor (5. Februar 2019)

### Kurzgeschichten für junge Erwachsene
Sammelbände
- Through the Dark (6. Oktober 2015), Sammlung von drei Novellen:
"In Time", "Sparks Rise", "Beyond the Night"
- The Rising Dark: A Darkest Minds Collection (2. März 2016), Sammlung von drei Kurzgeschichten:[9]
"Liam's Story", "Vida's Story", "Clancy's Story"